# Mona Keijzer
Maria Cornelia Gezina (Mona) Keijzer (Edam, 9 oktober 1968) is een Nederlands politica en juriste. Sinds 2 juli 2024 is ze minister van Volkshuisvesting en Ruimtelijke Ordening en vicepremier in het kabinet-Schoof. 
Eerder was ze van 2017 tot 2021 staatssecretaris van Economische Zaken en Klimaat in het kabinet-Rutte III. Van 2012 tot 2017, in 2021 en van 2023 tot 2024 was ze Tweede Kamerlid. Sinds 2023 is ze actief namens de BoerBurgerBeweging (BBB), daarvoor namens het Christen-Democratisch Appèl (CDA).

## Studie en loopbaan
Keijzer groeide op in een rooms-katholiek gezin in Volendam. Ze ging van 1981 tot 1987 naar het vwo op het St Werenfridus te Hoorn. Van 1987 tot 1992 studeerde zij juridische bestuurskunde en van 1992 tot 1997 Nederlands recht (met de specialisaties ruimtelijke ordeningsrecht, milieurecht en milieubeleid) aan de Universiteit van Amsterdam. In januari 1991 begon zij haar loopbaan als juridisch beleidsmedewerker bij de gemeente Waterland.
Van 1993 tot 1994 was Keijzer managementtrainee bij de Rijksuniversiteit Leiden. Daarna bekleedde zij juridische functies bij de Inspectie Milieuhygiëne Gelderland en de gemeente Almere. In 2006 volgde zij een advocatenopleiding en mediatoropleiding en werd zij advocaat en gecertificeerd mediator in Purmerend. Van 2022 tot 2024 was ze eigenaar van MKRD BV en MKH BV.

## Politieke loopbaan

### Lokale politiek (1994-2012)
Van 1994 tot 2005 was zij politiek actief voor het CDA vanuit Ilpendam. Ze was onder meer gemeenteraadslid, wethouder en locoburgemeester van Waterland. Ze was er verantwoordelijk voor onder meer welzijn, onderwijs, sociale zaken, ruimtelijke ordening, milieu en volkshuisvesting. Van 2007 en 2012 was ze wethouder van Purmerend. Ze was er verantwoordelijk voor onder meer gemeentelijke zorg en cultuur.
Bij de Tweede Kamerverkiezingen 2010 stond ze op de 67e plaats van de CDA-kandidatenlijst en vergaarde 422 voorkeurstemmen. Keijzer werkte mee aan een rapport over de toekomstige koers van het CDA, dat het Strategisch beraad CDA in 2012 uitbracht.
Tijdens haar wethouderschap in Purmerend was Keijzer voorzitter van de Bestuurlijke Regiegroep Matchpoint, de regionale verwijsindex risicojongeren van de Stadsregio Amsterdam.

### Tweede Kamerlid (2012-2017)
In mei 2012 stelde zij zich kandidaat voor het lijsttrekkerschap bij de Tweede Kamerverkiezingen in september 2012. Haar kandidatuur werd gesteund door voormalig minister Aart Jan de Geus, oud-CDJA-voorzitter Jeroen van Velzen en oud-langebaanschaatsster Yvonne van Gennip. Tijdens de verkiezing onder de CDA-leden legde Keijzer het af tegen partijgenoot Sybrand Buma, die in de eerste ronde meer dan 50% van de stemmen kreeg. Keijzer belandde hierna op de tweede plaats van de kandidatenlijst van het CDA voor de Tweede Kamerverkiezingen op 12 september van dat jaar. Zij kreeg 127.446 voorkeurstemmen. In de Tweede Kamer was Keijzer in deze periode woordvoerder verpleeg- en thuiszorg en cultuur.
Bij de Tweede Kamerverkiezingen van maart 2017 stond Keijzer wederom als tweede op de CDA-kandidatenlijst. Ze was goed voor 165.384 voorkeurstemmen. Uiteindelijk bleef ze Kamerlid tot 26 oktober 2017, de dag waarop ze geïnstalleerd werd als staatssecretaris. Bij de Tweede Kamerverkiezingen van maart 2021 stond zij op de zevende plaats van de CDA-kandidatenlijst. Zij behaalde 18.031 voorkeurstemmen. Op 31 maart dat jaar keerde ze terug als Tweede Kamerlid. Haar functie als staatssecretaris in het inmiddels demissionaire kabinet Rutte III hield ze aan.

### Staatssecretaris (2017-2021)

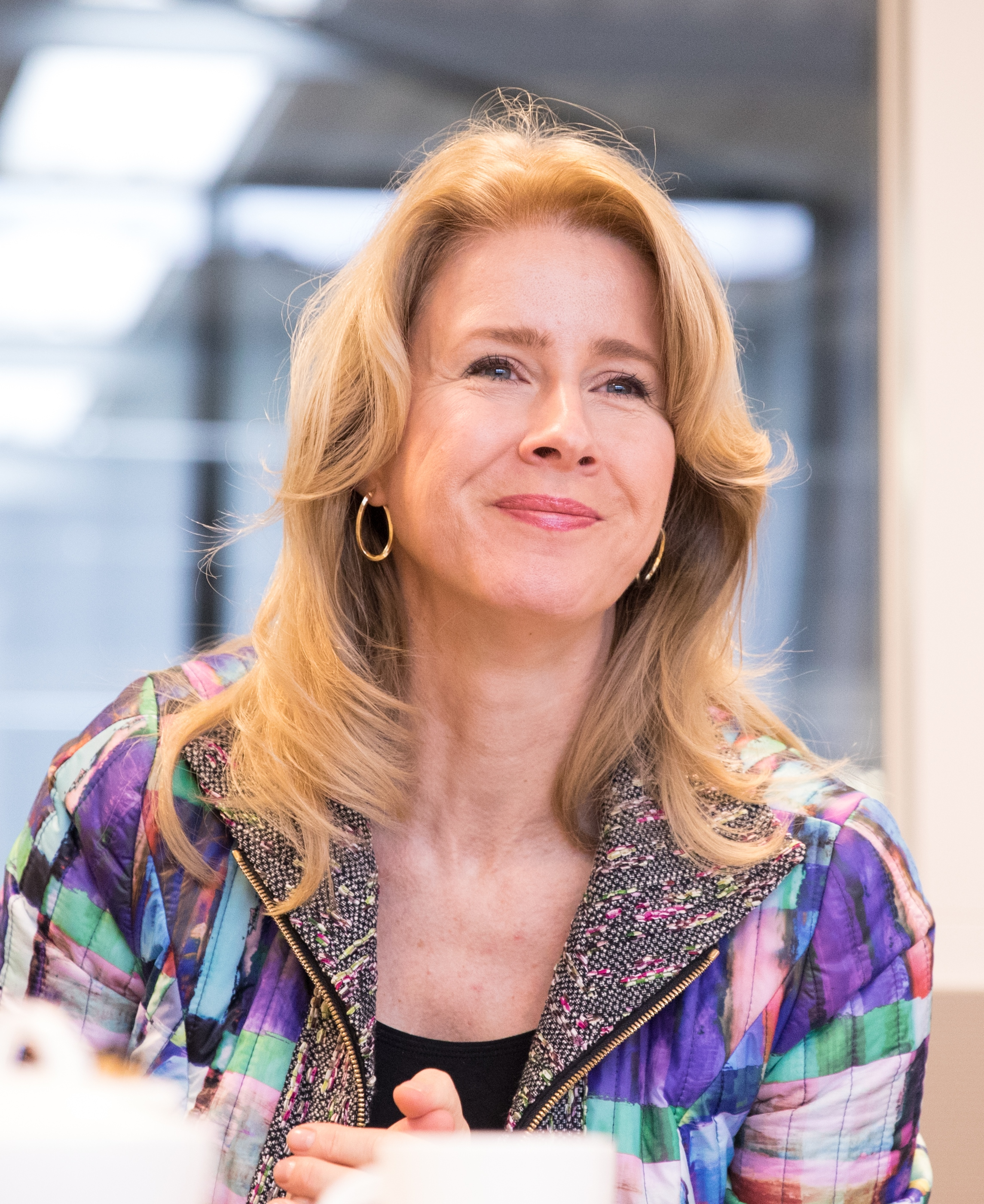
Keijzer (2017)

In het kabinet-Rutte III was Keijzer staatssecretaris van Economische Zaken en Klimaat. Als bewindspersoon was zij verantwoordelijk voor ondernemerschap (waaronder financiering en MKB), innovatie (waaronder ruimtevaart), topsectoren- en industriebeleid, mededinging & consumentenbeleid, marktordening, aanpak regeldruk, digitale economie, telecom & internet, ICT, postmarkt en Europese structuurfondsen voor regionale economische ondersteuning.
Op 23 juni 2020 kandideerde Keijzer zich voor de tweede keer om CDA-lijsttrekker te worden, deze keer voor de Tweede Kamerverkiezingen van maart 2021. Op 11 juli 2020 behaalde ze 11,1% van de stemmen, belandde op de derde plek na Hugo de Jonge (48,7%) en Pieter Omtzigt (39,7%) en viel af voor de tweede ronde. Na haar terugtreden sprak ze haar steun uit voor Omtzigt.

#### Ontslag
Binnen en buiten het kabinet liet Keijzer zich kritisch uit over de maatregelen tegen de coronapandemie, waarbij ze in het bijzonder op wilde komen voor ondernemers. In de zomer van 2021 leidde dit tot conflicten binnen het inmiddels demissionaire kabinet, waarbij Keijzer meermaals dreigde op te stappen. Een van de heikele punten was de invoering van het coronatoegangsbewijs, waar Keijzer tegen was. Gepland was om op 26 september 2021, de dag na de invoering, hierover te spreken met minister van Financiën en CDA-leider Wopke Hoekstra en minister van Volksgezondheid, Welzijn en Sport en vicepremier Hugo de Jonge. Een dag eerder keerde ze zich echter in een interview met dagblad De Telegraaf publiekelijk tegen het coronatoegangsbewijs met de woorden: "Ik kan het niet meer logisch uitleggen".
Omdat haar uitingen strijdig met het homogeniteitsbeginsel werden geacht, werd Keijzer diezelfde dag gevraagd op te stappen, wat zij weigerde. Minister-president Mark Rutte besloot na overleg met de drie vicepremiers, minister Hoekstra en minister van Economische Zaken en Klimaat Stef Blok, om Keijzer bij de koning voor te dragen voor onmiddellijk ontslag, wat deze diezelfde dag "op de meest eervolle wijze" verleende. Het was in de Nederlandse parlementaire geschiedenis de eerste keer, afgezien van het ontslag van minister-president Dirk Jan de Geer in augustus 1940 ten tijde van zijn tweede kabinet, dat een kabinetslid ontslagen werd zonder daar zelf om te hebben gevraagd. Op verzoek van de CDA-fractie gaf zij twee dagen later ook haar Kamerzetel op.

### Intermezzo (2021-2024)
Na de kabinetsformatie in 2021 en 2022 overwoog ze een terugkeer in de Tweede Kamer. Een Tweede Kamerzetel zou namelijk vrijkomen doordat Hoekstra minister werd in Rutte IV en die zetel zou eerst aangeboden worden aan Keijzer. Uiteindelijk koos ze ervoor deze zetel niet in te nemen.
In februari 2022 was Keijzer een van de initiatiefnemers van een petitie voor de afschaffing van het coronatoegangsbewijs, de petitie 'Onverdeeld open', die in korte tijd door meer dan 850.000 mensen ondertekend werd. De initiatiefnemers stelden dat 'een samenleving waarin groepen alleen deel mogen nemen met een pas niet wenselijk is, en dat dit zware middel de grondrechten schond en slechts zeer beperkt effectief was'. Onder de ondertekenaars waren vijftig lokale bestuurders en leden van ChristenUnie en CDA.
In april 2023 werd Keijzer op voorspraak van de BoerBurgerBeweging (BBB) door de Provinciale Staten van Overijssel aangesteld als bemiddelaar in het conflict tussen gedupeerden van vierhonderd door baggerwerkzaamheden beschadigde huizen langs Kanaal Almelo-De Haandrik.
Medio 2023 zegde zij haar CDA-lidmaatschap op. Op 1 september 2023 werd Keijzer gepresenteerd als premierskandidaat voor de BBB bij de Tweede Kamerverkiezingen in november dat jaar. Reden van deze terugkeer in de politiek was volgens eigen zeggen het deelnemen en winnen van een essaywedstrijd, georganiseerd door De Nieuwe Denktank (DND), met als titel "Waarom faalt het overheidsbeleid (bijna) altijd?".
In september 2023 kwam naar buiten dat Keijzer - ze was toen namens BBB premierskandidaat - wachtgeld accepteerde na haar ontslag als staatssecretaris. Dit leidde tot opspraak omdat BBB-partijleider Caroline van der Plas zich regelmatig kritisch had uitgelaten over politici die aanspraak maken op wachtgeld. Van der Plas gaf te kennen niet stil te hebben gestaan bij het wachtgeld van Keijzer.

### Minister (2024-heden)
Op 2 juli 2024 werd Keijzer benoemd tot minister van Volkshuisvesting en Ruimtelijke Ordening en vicepremier in het kabinet-Schoof.

#### Beleid op het gebied van woningbouw
In juni 2025 maakte minister Mona Keijzer van Volkshuisvesting en Ruimtelijke Ordening bekend dat zij het merendeel van de aanbevelingen uit het adviesrapport STOER (Schrappen Tegenstrijdige en Overbodige Eisen en Regelgeving) overneemt. Het doel van het programma STOER is het versnellen van de woningbouw en het verlagen van de bouwkosten door het vereenvoudigen van regelgeving. Keijzer kondigde onder andere aan dat zij het Besluit bouwwerken leefomgeving (Bbl) zou aanpassen: technische bouweisen zoals plafondhoogtes, deurmaten en traphoeken worden versoepeld, en gemeenten worden aangespoord om efficiënter om te gaan met welstandstoetsing en standaardcontracten.
Een controversieel aspect van het rapport betrof het schrappen van toegankelijkheidseisen voor onder andere balkons, loggia’s en dakterrassen bij nieuwbouwwoningen. Deze maatregel leidde tot een maatschappelijke discussie. Belangenorganisaties als Ieder(in), Wij staan op!, de Belangenvereniging van Kleine Mensen (BVKM) en oud-politici zoals Otwin van Dijk uitten felle kritiek. Zij stelden dat het voorstel indruist tegen het VN-verdrag Handicap, dat Nederland in 2016 heeft geratificeerd. De publieke verontwaardiging werd versterkt door landelijke media-aandacht, waaronder een item op NPO Radio 1 waarin mensen met een beperking aangaven nog moeilijker een woning te kunnen vinden door dit soort beleidswijzigingen.
Na deze maatschappelijke druk besloot Keijzer het schrappen van de toegankelijkheidseisen uiteindelijk niet door te voeren. In haar Kamerbrief van 23 juni 2025 benadrukte zij dat “de zelfstandige toegang tot de buitenruimte bij nieuwbouwwoningen voor iedereen” een belangrijk uitgangspunt blijft. Ze erkende de waarde van toegankelijke woningen als duurzame en inclusieve oplossing, en gaf aan zich te houden aan de internationale verplichtingen die voortvloeien uit het VN-verdrag Handicap. Met het aangepaste beleid wil Keijzer vanaf 2026 structureel bijdragen aan de bouw van minimaal 100.000 woningen per jaar, zonder afbreuk te doen aan basiskwaliteit en toegankelijkheid.

### Taken ministerie van Asiel en Immigratie
Na het terugtrekken van alle PVV-ministers op 3 juni 2025 uit het kabinet-Schoof, eiste Keijzer de positie van minister voor Asiel en Immigratie voor zichzelf op. Ook David van Weel (VVD) en Eddy van Hijum (NSC) opteerden voor dat ministerschap. De functie werd uiteindelijk verleend aan Van Weel, maar ter compensatie kreeg Keijzer als minister van Volkshuisvesting en Ruimtelijke Ordening een deel van de taken van dat ministerie toebedeeld.

## Aangifte
In mei 2024 werd door verschillende personen aangifte tegen Keijzer gedaan vanwege uitspraken die zij in het televisieprogramma Sophie & Jeroen deed. Volgens de aangiftes zou ze moslims als groep beledigd hebben. Zo zou ze in het praatprogramma bijgedragen hebben aan antimoslimsentimenten "door te suggereren dat moslims (veelal) antisemitisch zijn". Ook zou ze moslims ten onrechte geassocieerd hebben met terreur. Het OM seponeerde de aangiftes vanwege het belang van vrijheid van meningsuiting.

## Persoonlijk
Keijzer is getrouwd en heeft vijf kinderen. Ze is rooms-katholiek.
- Parlement.com: vizag4ylfmm4